# 29-й армійський корпус (Третій Рейх)
XXIX-й (29-й) армі́йський ко́рпус (нім. XXIX. Armeekorps) — армійський корпус Вермахту за часів Другої світової війни.

## Історія
XXIX-й армійський корпус був сформований 20 травня 1940 в IV-му військовому окрузі (нім. Wehrkreis IV).

## Райони бойових дій
- Німеччина (травень 1940);
- Франція (травень 1940 — лютий 1941);
- Генеральна губернія (лютий — червень 1941);
- СРСР (південний напрямок) (червень 1941 — серпень 1944);
- Трансільванія (серпень — жовтень 1944);
- Угорщина (жовтень 1944 — квітень 1945);
- Німеччина (квітень — травень 1945).

## Командування

### Командири
- генерал від інфантерії Ганс фон Обстфельдер (нім. Hans von Obstfelder) (1 червня 1940 — 21 травня 1943);
- генерал танкових військ Еріх Бранденбергер (нім. Erich Brandenberger) (21 листопада 1943 — 30 червня 1944);
- генерал артилерії барон Антон Райхард фон Маухенгайм (нім. Anton Reichard Freiherr von Mauchenheim und Bechtolsheim) (2 липня — 1 вересня 1944);
- генерал від інфантерії Курт Репке (нім. Kurt Röpke) (1 вересня 1944 — 8 травня 1945).

## Бойовий склад 29-го армійського корпусу
Формування управління, забезпечення та підтримки
- 102-ге артилерійське командування (Arko 102),
- 429-те управління корпусного постачання (Korps-Nachschubtruppen 429);
- 429-й корпусний батальйон зв'язку (Korps-Nachrichten-Abteilung 429);

- 35-та піхотна дивізія (35. Infanterie-Division);
- 78-ма піхотна дивізія (78. Infanterie-Division);
- 170-та піхотна дивізія (170. Infanterie-Division);
- 206-та піхотна дивізія (206. Infanterie-Division);
- 207-ма піхотна дивізія (207. Infanterie-Division);
- 296-та піхотна дивізія (296. Infanterie-Division);
- 297-ма піхотна дивізія (297. Infanterie-Division).

- 34-та піхотна дивізія (34. Infanterie-Division);
- 78-ма піхотна дивізія;
- 253-тя піхотна дивізія (253. Infanterie-Division).

- 78-ма піхотна дивізія;
- 252-га піхотна дивізія (252. Infanterie-Division).

- 9-та піхотна дивізія (9. Infanterie-Division);
- 168-ма піхотна дивізія (168. Infanterie-Division).

- 44-та піхотна дивізія (44. Infanterie-Division);
- 299-та піхотна дивізія (299. Infanterie-Division).

- 71-ша піхотна дивізія (71. Infanterie-Division);
- 75-та піхотна дивізія (75. Infanterie-Division);
- 95-та піхотна дивізія (95. Infanterie-Division);
- 99-та легка піхотна дивізія (99. leichte Infanterie-Division);
- 299-та піхотна дивізія.

- 75-та піхотна дивізія;
- Частини:
  - 57-ї піхотної дивізії (57. Infanterie-Division);
  - 168-ї піхотної дивізії;
  - 299-ї піхотної дивізії.

- 57-ма піхотна дивізія;
- 62-га піхотна дивізія (62. Infanterie-Division);
- 75-та піхотна дивізія;
- 168-ма піхотна дивізія.

- 57-ма піхотна дивізія;
- 75-та піхотна дивізія;
- 168-ма піхотна дивізія.

- 62-га піхотна дивізія;
- 52-га транспортна дивізія «Торіно» (Італія) (52. Transport-Division "Torino" (it.).

- 35-й корпус (Італія) (XXXV. italienisches Korps);
- Дивізія «Сфорца» (Італія) (Division Sforzesca);
- Дивізія «Целере» (Італія) (Division Celere);
- Бригада «Шульдт» (Brigade Schuldt).

- 23-тя танкова дивізія (23. Panzer-Division);
- 79-та піхотна дивізія (79. Infanterie-Division);
- 177-й гренадерський полк (Grenadier-Regiment 177).

- 336-та піхотна дивізія (336. Infanterie-Division);
- 16-та моторизована дивізія (16. Infanterie-Division (mot.);
- 15-та авіапольова дивізія (15. Luftwaffen-Feld-Division).

- Група Рекнагеля (Gruppe Recknagel)
- 17-та піхотна дивізія (17. Infanterie-Division);
- 336-та піхотна дивізія;
- 15-та авіапольова дивізія.

- 13-та танкова дивізія (13. Panzer-Division);
- 9-та піхотна дивізія;
- 17-та піхотна дивізія;
- 73-тя піхотна дивізія (73. Infanterie-Division).

- 13-та танкова дивізія;
- 9-та піхотна дивізія;
- 17-та піхотна дивізія;
- 79-та піхотна дивізія;
- Частини:
  - 5-ї авіапольової дивізії (5. Luftwaffen-Feld-Division);
  - 15-ї авіапольової дивізії.

- 17-та піхотна дивізія;
- 111-та піхотна дивізія (111. Infanterie-Division);
- 294-та піхотна дивізія (294. Infanterie-Division);
- 336-та піхотна дивізія;
- 15-та авіапольова дивізія.

- 9-та піхотна дивізія;
- 335-та піхотна дивізія (335. Infanterie-Division);
- 97-ма єгерська дивізія (97. Jäger-Division).

- 15-та піхотна дивізія (15. Infanterie-Division);
- 97-ма єгерська дивізія;
- 16-та панцергренадерська дивізія (16. Panzergrenadier-Division);
- 3-тя гірсько-піхотна дивізія (3. Gebirgs-Division).

- 9-та піхотна дивізія;
- 304-та піхотна дивізія (304. Infanterie-Division);
- 21-ша піхотна дивізія (Румунія) (21. rumänische Infanterie-Division);
- 4-та гірсько-піхотна дивізія (Румунія) (4. rumänische Gebirgs-Division).

- 4-та поліцейська панцергренадерська дивізія СС (4. SS-Polizei-Panzergrenadier-Division);
- 4-й корпус (Угорщина) (IV. ungarisches Korps);
- 7-й корпус (Угорщина) (VII. ungarisches Korps).

- 4-та гірсько-піхотна дивізія (4. Gebirgs-Division);
- 4-та поліцейська панцергренадерська дивізія СС;
- 4-й корпус (Угорщина);
- 7-й корпус (Угорщина).

- 24-та танкова дивізія (24. Panzer-Division);
- 15-та піхотна дивізія;
- 8-ма єгерська дивізія (8. Jäger-Division);
- 3-тя гірсько-піхотна дивізія.

- 15-та піхотна дивізія;
- 76-та піхотна дивізія (76. Infanterie-Division);
- 101-ша єгерська дивізія (101. Jäger-Division);
- 5-та дивізія (Угорщина) (5. ungarische Division);
- 24-та дивізія (Угорщина) (24. ungarische Division).

- 19-та танкова дивізія (19. Panzer-Division);
- 271-ша фольксгренадерська дивізія (271. Volks-Grenadier-Division);
- 8-ма єгерська дивізія.